# Deera Square
Deera Square (in arabo ساحة الصفاة‎?, Sāḥa al-Ṣifā) è uno spazio pubblico a Riad (Arabia Saudita), in cui hanno luogo le esecuzioni pubbliche. È anche nota come Piazza della giustizia o Chop Chop Square.